# Spoorlijn Lingen - Quakenbrück
De spoorlijn Lingen - Quakenbrück, was een spoorlijn tussen Lingen en Quakenbrück in de Duitse deelstaat Nedersaksen.

## Geschiedenis
Het traject werd door de Kleinbahn Lingen - Berge - Quakenbrück GmbH geopend op 31 mei 1904 met spoorbreedte van 750 mm om kosten te besparen. Na exact 48 jaar werd de lijn op 31 mei 1952 gesloten en daarna opgebroken.

## Galerij

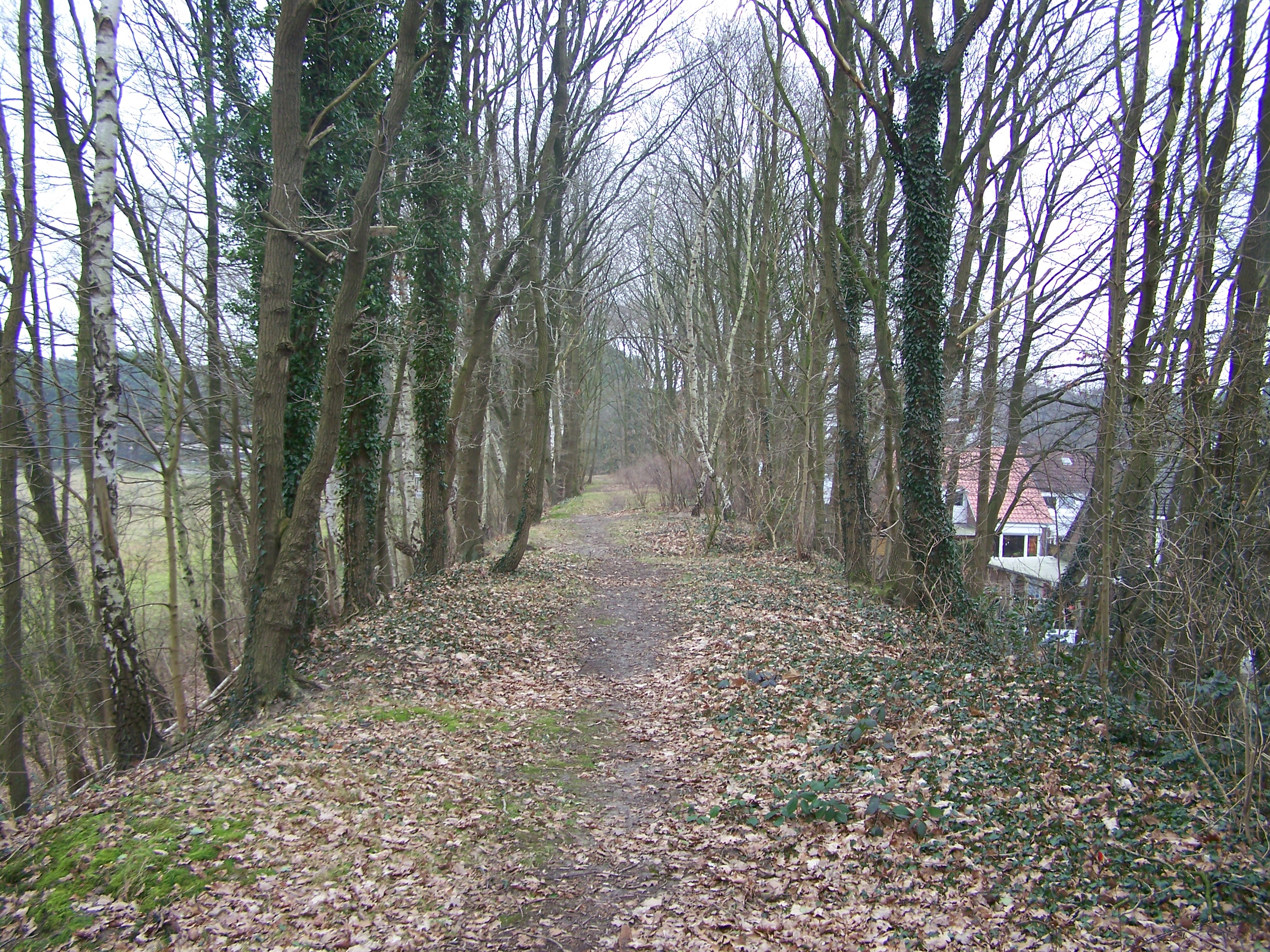
Baanlichaam van de spoorlijn.
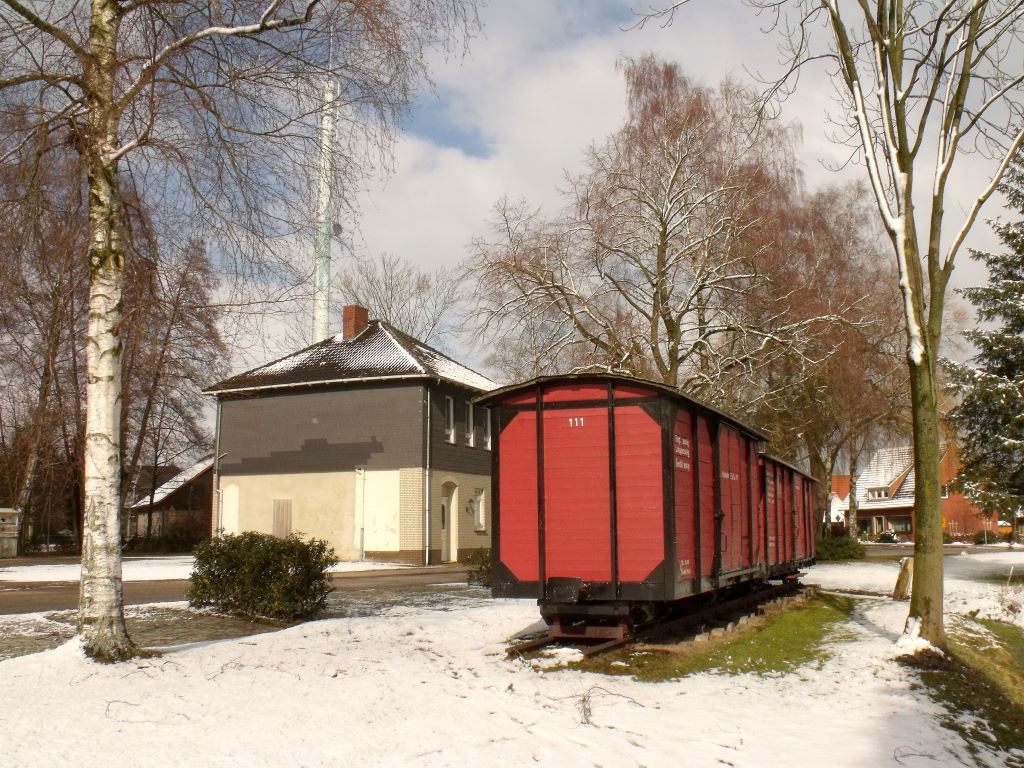
Goederenwagons voor station Berge.
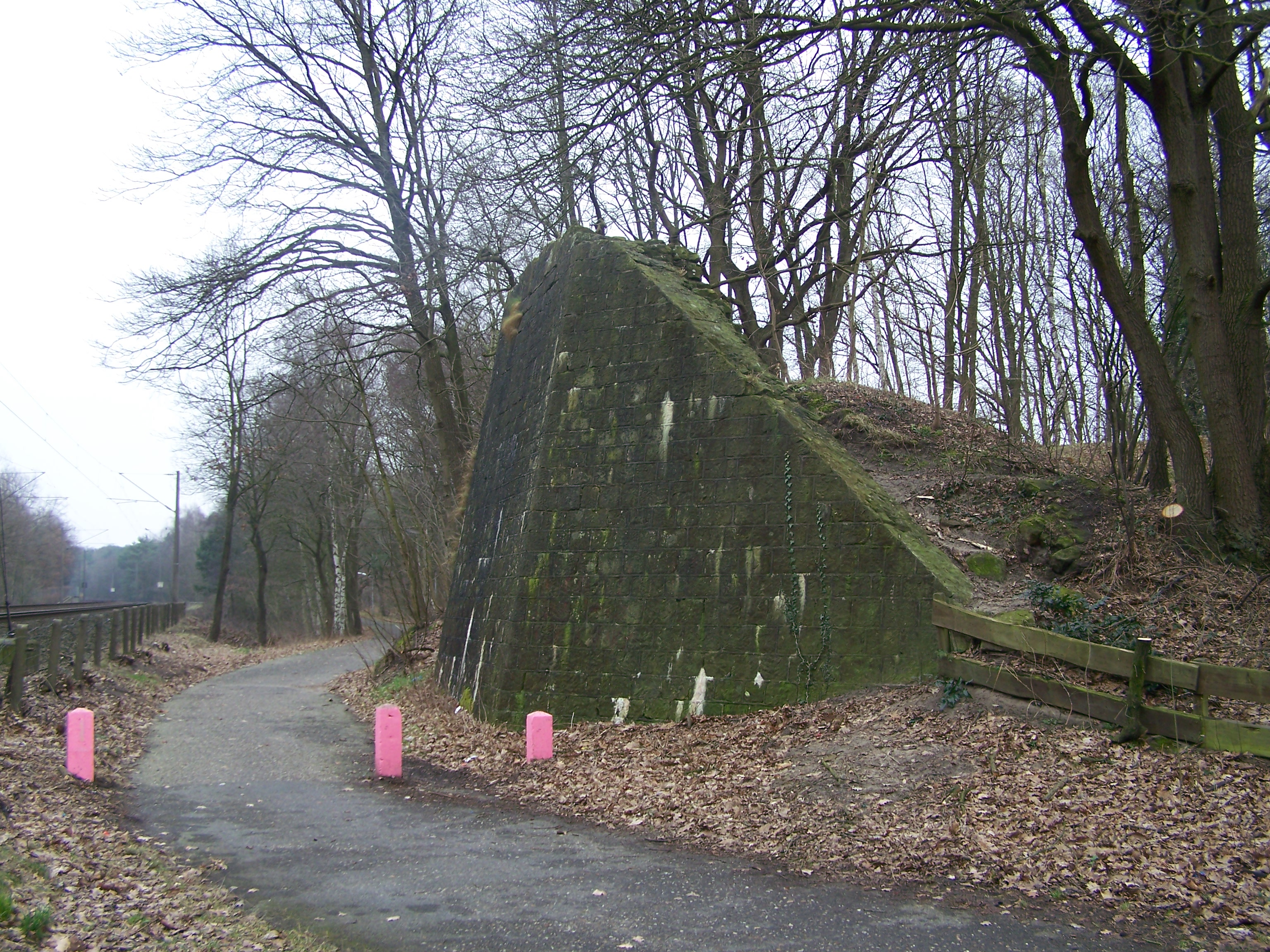
Oostelijke bruggenhoofd langs de spoorlijn Hamm - Emden.